# Aptostichus atomarius
Aptostichus atomarius es una especie de araña migalomorfa del género Aptostichus, familia Euctenizidae. Fue descrita científicamente por Simon en 1891.
Habita en los Estados Unidos. Se encuentra en los condados de San Diego, Riverside, Orange, San Bernardino, Los Ángeles, Ventura, Santa Bárbara, San Luis Obispo, Tulare e Inyo.